# Вита (организация)
Центр защиты прав животных «Вита» (англ. VITA Animal Rights Center, от лат. vita — «жизнь») — российская общественная благотворительная организация, относится к типу организаций «за права животных» (англ. animal rights). Организация «Вита» объединяет представителей этического вегетарианства и веганства.
Центр защиты прав животных «Вита» зарегистрирован в Москве 27 февраля 2003 года. Штаб-квартира организации находится в Москве.

## История создания и руководство

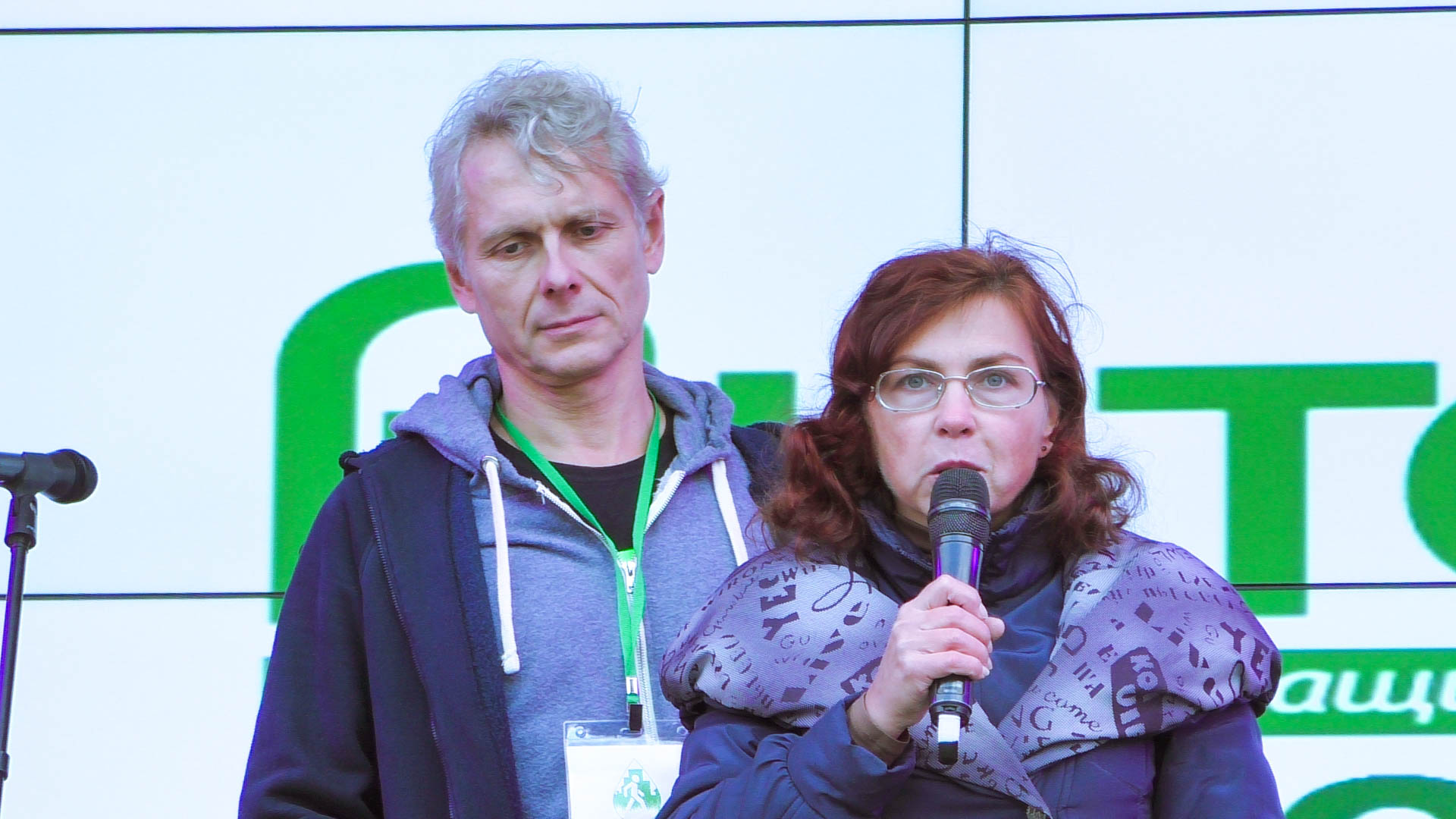
Ирина Новожилова и Константин Сабинин на празднике этичного образа жизни «Эмпатия» (Москва, 2017)

- Ирина Новожилова — президент[2].
- Елена Маруева — директор[3], и по совместительству, региональный представитель ИнтерНИЧ в России.[4]
- Константин Сабинин — руководитель проектов[5].

«Вегетарианское общество» было впервые в истории СССР создано по инициативе российского идеолога движения за права животных Татьяны Павловой (1931—2007) в Москве в 1989 году. Организация «Вита» проводит с ИнтерНИЧ совместные мероприятия в Москве.

## Направления работы и цели
Деятельность «Виты» включает предложения заменить безвредными для животных альтернативами основные пять сфер использования человеком животных, приоритеты выстроены согласно масштабности использования животных в данных сферах :
- производство мяса;
- использование животных в опытах, предусматривающее летальный исход и/или причинение страданий этим животным;
- производство натуральных мехов;
- развлечения, подразумевающие убой или содержание в неволе и эксплуатацию животных (цирки, зоопарки, охота, бои, бега, фотобизнес и пр.).

Также, организация выступает против практики жестокого обращения с двумя видами, являющимися традиционными компаньонами человека — кошками и собаками, и против селекции, если в ходе неё животное приобретает признаки, не являющиеся полезными для самого животного.
Для привлечения внимания к защите животных организация проводит пикеты и митинги в ряде городов России.

### Пропаганда вегетарианства
«Вита» распространяет информацию и материалы о плохих условиях содержания сельскохозяйственных животных в условиях интенсивного животноводства, и призывает всех отказаться от продуктов животного происхождения, невозможных без убоя животных, из соображений жалости к животным, а также с целью сохранения экологического баланса.

### Деятельность в защиту животных, используемых в экспериментах
В 2005 году кампания «Виты» по замене опытов на животных в вузах более гуманными альтернативами увенчалась первым успехом: 24 октября 2005 первые российские вузы, проводившие опыты на животных, отказались от них.
2009 год. Создан фильм «Подопытная парадигма» — об опытах на животных и альтернативе

### Пропаганда отказа от натуральных мехов и кожи
«Вита» выступает против производства натурального меха, натуральной кожи, и других продуктов убоя животных, используемых в одежде.
2007 год. Акция «Прощай шуба!». Согласно замыслу устроителей акции, в Масленицу россияне должны отказаться «от этически устаревших вещей» — изделий из меха животных.
2007—2009 годы. Кампания «Виты» за запрет бойни бельков.

### Деятельность в защиту животных, используемых в индустрии развлечений
Против охоты и рыбалки

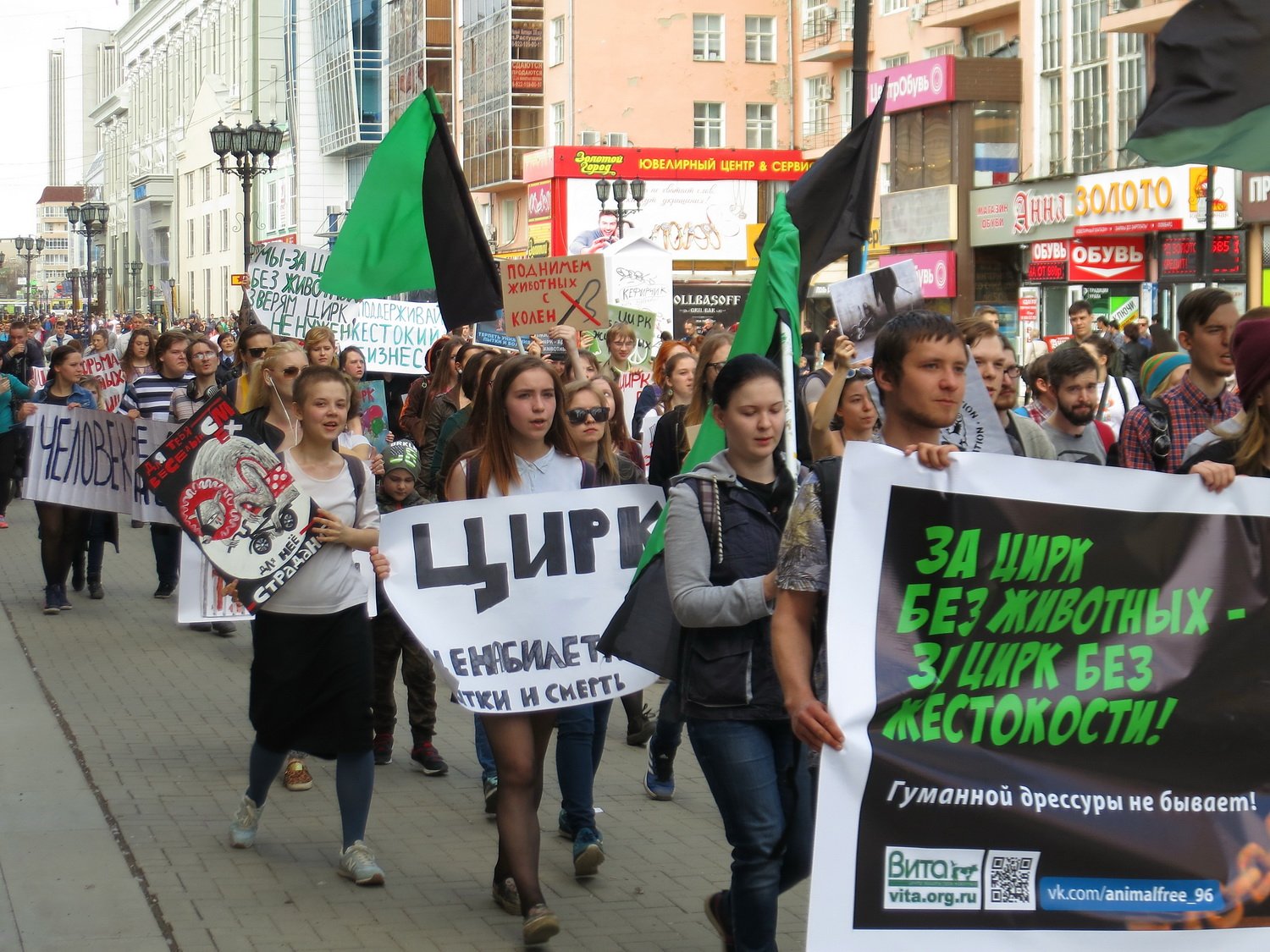
Шествие «За цирк без животных» в Екатеринбурге, 17.04.2016

2009 г. 9 июля В Москве на Пушкинской площади был организован митинг против нового закона об охоте, в котором приняли участие около 40 человек. Защитники прав животных выступали против принятия закона об охоте, который прошел первое чтение в Госдуме. Митингующие назвали его «варварским».
Против убоя животных ради искусства
В 2004 году «Вита» выступила с осуждением выставки «Still Life», проходящей в московской «Айдан-галерее», на которой шведская художница украинского происхождения Наталия Эндемонт представила фотонатюрморты с отрезанными головами кроликов и мышей. Организация «Вита» сообщила, что в неё поступили жалобы от посетителей галереи, неприятно удивлённых подробностями процедуры забоя животных для снимка, рассказанных самой художницей.
В качестве контраргументов хозяйка галереи Айдан Салахова заявила, что Наталия Эндемонт использует только животных, обреченных на убой, например, кроликов на ферме, поставляющей тушки в супермаркеты. Салахова утверждает, что решила представить выставку Наталии Эндемонт именно потому, что художница затрагивает целый ряд болезненных проблем нашего общества, в котором все выступают за охрану животных, но при этом вовсе не отказываются есть мясо.
По данным Салаховой, Наталия Эндемонт работает с одной из галерей Швеции — «Бьорнветтерлинг», в которой неоднократно представлялись работы мастеров современного искусства, причём в Швеции её выставки уже вызывали многократные протесты и 8 судебных исков со стороны зоозащитников. Все эти иски были выиграны Эндемонт, а Министерство культуры Швеции выдало ей грант на покупку подопытных кроликов.

### Выступление против ритуальных жертвоприношений животных
В 2005 году «Вита» направила письмо мэру Москвы Юрию Лужкову, в котором, ссылаясь на письма москвичей, в её организацию, наблюдавших «сцены жестокости и насилия» выразила протест против проведения традиционного забоя жертвенных баранов на мусульманском религиозном празднике «Курбан-Байрам» в московской мечети на улице Хачатуряна. «Вита» назвала жертвенный забой баранов в московских мечетях в ноябре 2009 противоречащим конституции и жестокостью. Возле мечети активистка «Виты» Елена Надежкина два дня вела фото- и видеосъемку, пытаясь при этом привлечь внимание сотрудников милиции к нарушению порядка торговли и публичному жертвоприношению. Представитель мечети сам пытался прогнать торговцев, так как по его словам, торговля велась без необходимых документов и справок СЭС. Заместитель начальника ОВД «Отрадное» Сергей Зырянов сообщил, что в отношении торговцев баранами были составлены протоколы об административном правонарушении..

### Позиция относительно решения проблемы бездомных животных
«Вита» выступает за жесткий государственный контроль за разведением животных при помощи активной пропаганды стерилизации владельческих животных через СМИ и введения экономического рычага – налога на нестерилизованное животное. Налогообложение дифференцируется по следующей схеме. Освобождаются от налога или платят минимальную сумму граждане, помогающие стране в решении проблемы - приобретающие животных из приютов (с улиц) и стерилизующие своих питомцев. Не стерилизующие своих животных владельцы платят налоги как потенциальные заводчики. Наивысший налог взимается с лиц, занимающихся разведением животных как бизнесом (лицензированные заводчики). 

### Выступления в защиту домашних животных
Во внимании организации «Вита» находятся проблемы, связанные с животными, традиционно содержащимися в качестве домашних: кошками и собаками (в том числе, бездомными, оказавшимися вне природной среды обитания), и предотвращение жестокого обращения с ними.
«Вита» предлагает, по примеру европейских стран, ограничить разведение владельческих собак законодательно, ввести налогообложение на заводческую деятельность под контролем государства.
С такой концепцией «Вита» постоянно выступает в СМИ, на пресс-конференциях и круглых столах, в обращениях к законодательным органам.

## Награды
- 2005 год — Диплом «За большой вклад в дело защиты прав животных» (Москва, XIII Международный ветеринарный конгресс)[28][неавторитетный источник];
- 2007 год — приз в номинации «Правозащитная деятельность» (I Международный правозащитный кинофестиваль «Ступени» им. Павловой Т. Н., Киев, 2007)[29];
- 2008 год — спецприз фестиваля за лучший документальный фильм по правам животным — «Зона, свободная от убийства» (Киев, 2 международный правозащитный кинофестиваль «Ступени»)[30];
- 2008 год — Международная награда за значительные достижения в сфере защиты прав животных — International Animal Welfare Award (Лондон, Королевское Географическое общество, WSPA)[31];
- 2008 год — Главный приз московского кинофестиваля «Я вижу мир таким!» (Москва) за фильм «Гамбургер без прикрас»[32][неавторитетный источник];
- 2008 год — «Лучший экологический проект года». Кампания, организованная Центром «Вита» в защиту детёнышей тюленя — полёт российских звёзд во льды Белого моря — признана «Лучшим экологическим проектом года» (Москва, Министерство природных ресурсов и экологии)[33];
- 2009 год — Почётный диплом фестиваля и особое внимание жюри фильму «Подопытная парадигма» (III Международный правозащитный кинофестиваль «Ступени», Харьков, 2009)[11].
- 2011 год — Национальная премия «Внимание» (vnimanieTV.ru) в области образовательного видео в номинации «Экология» присуждена фильму «Виты» «Гамбургер без прикрас». Фильм стал абсолютным победителем сразу по двум позициям: народное онлайн голосование и экспертное голосование.[34].
- 2011 год — Международная награда «За блестящее милосердие» (Shining World Compassion Award) от международного веганского канала. (Торжественное вручение состоялось в юбилей Виты 27.02.2012)[35][неавторитетный источник];
- 2012 год — Приз V Международного кинофестиваля «Ступени» за лучший документальный фильм по правам животных в номинации «Увидеть эту неудобную правду!» — фильм Ирины Новожиловой и Константина Сабинина «Цирк: иллюзия любви».[36].
- 2012 год — Ирина Новожилова, Президент «Виты», стала победительницей премии «Женщина года Иль Де Ботэ» в номинации «Общественная деятельность»[37].

## Международный статус
По состоянию на 2012 год, «Вита» было членом семи международных организаций:
- Всемирное общество защиты животных (WSPA — англ. World Society for the Protection of Animals);[38]
- Международный вегетарианский союз (IVU — англ. International Vegetarian Union) (c 2005 года);[39]
- Всемирный альянс против мехов (FFA  — англ. Fur Free Alliance) (c 2003 года);[40]
- Европейский вегетарианский союз (EVU  — англ. European Vegetarian Union) (c 2008 года);[41]
- Королевское общество по предотвращению жестокого обращения с животными (RSPCA — англ. Royal Society for the Prevention of Cruelty to Animals) (c 2009 года);[42]
- Международный Фонд «Рождённые свободными» (BornFree — англ. Born Free Foundation) (c 2009 года);[43]
- Международная кампания «Свободные от жестокости» ( CFI — англ.  Cruelty Free International) (c 2012 года);[44]

Среди проектов «Виты» по замене экспериментов на животных гуманными альтернативами работа со следующими организациями:
- Международная ассоциация против болезненных экспериментов на животных (IAAPEA — англ. International Association Against Painful Experiments on Animals);[45]
- Врачи против экспериментов на животных, Германия (DAAE — англ. Doctors Against Animal Experiments Germany);[46]

## Критика
- Координатор Архангельского отделения центра защиты прав животных «Вита» Алексей Скробанский утверждает, что программы ОСВ для бездомных собак — «это единственный метод регулирования численности бродячих животных, который себя хорошо зарекомендовал в Европе»[47]. Однако, по данным из сторонних источников, из европейских стран подобная программа стерилизации с последующим выпуском собак в места поимки, по состоянию на 2011 год, существует лишь в Греции [48] Согласно данным журнала «Ветеринарная патология», эффективность подобных программ со стороны учёных вызывает сомнения[49]
- Представители Центра правовой зоозащиты, подвергают критике позицию «Виты» относительно всех выдвигаемых «Витой» приоритетов (биоэтика, веганство, полное не убийство животных, отказ от мехов, отказ от опытов на животных, запрет охоты и зрелищных мероприятий с участием животных). В качестве главного аргумента выдвигается идея о том, что  идеология прав животных утопична и на деле вместо улучшения положений животных ведет к их страданиям.[50][51] Представители Центра правовой зоозащиты выступают против одной из комплекса мер по решению проблемы бездомных животных, программы ОСВ (Отлов-Стерилизация-Возвращение), предлагая вместо неё концепцию безвозвратного отлова с последующим умерщвлением особей, не востребованных никем после срока передержки (схема, применяемая в большинстве стран Европейского Союза и регионов США). Аргументы, выдвигаемые Центром правовой зоозащиты в качестве обоснования — ОСВ является жестоким методом, так как обрекает на мучения и массовую гибель большинство бездомных животных не способных выживать в условиях улицы и отсутствия содержания человеком. Другие аргументы — ОСВ обрекает на истребление бездомными животными дикой фауны и ухудшает эпидемиологическую обстановку из-за трудности обеспечить профилактику инфекционных заболеваний одноразовой вакцинацией (производимой во время стерилизации животного)[52].
- 14 марта 2007 года на «круглом столе» в пресс-клубе РИА «Новости» состоялось обсуждение причин провала программы стерилизации животных. По мнению руководителя московской службы по учету численности бездомных собак Алексея Верещагина, бездомных собак в городе не снижается, поскольку в городе присутствует «кормовая база» в виде свалок. Он считает, что основным методом регулирования должны быть ограничения путей доступа собак в Москву и ограничение пищевого ресурса.
- Программа «ОСВ» также подвергается критике со стороны ряда специалистов, таких как: заведующий лабораторией охраны природы Московского региона Всероссийского научно-исследовательского института охраны природы, главный редактор «Красной книги города Москвы» доктор биологических наук Борис Самойлов, Заведующий кафедрой ветеринарной патологии РУДН Владимир Макаров [53][54] руководитель управления Федеральной службы по ветеринарному и фитосанитарному надзору Россельхознадзора по Москве и Московской области Николай Понтюшенко[55], Главный санитарный врач Москвы Николай Филатов[52], начальник отдела эпидемиологического территориального управления Роспотребнадзора по г. Москве и Московской области Надежда Россошанская). Аргументами против стерилизации является то, что стерилизация не может гарантированно предотвратить покусы людей бездомными собаками и меньшее, по сравнению с безвозвратным отловом, количество обработанных животных[52][55].
- Зимой 2014 года «Вита» обвинила  братьев Запашных в жестоком обращении со львёнком. В ответ на это заявление Цирк братьев Запашных обратился в арбитражный суд Москвы. Поскольку никаких доказательств причастности братьев Запашных к данному инциденту не было предоставлено, суд обязал центр защиты прав животных «Вита» в течение пяти дней убрать все упоминания фамилии Запашных из сообщения и видеоролика на сайте центра, опубликовать опровержение и выплатить «Цирку братьев Запашных» восемь тысяч рублей госпошлины[56].